# Svájc az 1972. évi téli olimpiai játékokon
Svájc a japán Szapporóban megrendezett 1972. évi téli olimpiai játékok egyik részt vevő nemzete volt. Az országot az olimpián 6 sportágban 52 sportoló képviselte, akik összesen 10 érmet szereztek.

## Érmesek
| Érem  | Versenyző                                                | Sportág  | Versenyszám            |
| ----- | -------------------------------------------------------- | -------- | ---------------------- |
| Arany | Bernhard Russi                                           | Alpesisí | Férfi lesiklás         |
| Arany | Marie-Theres Nadig                                       | Alpesisí | Női lesiklás           |
| Arany | Marie-Theres Nadig                                       | Alpesisí | Női óriás-műlesiklás   |
| Arany | Jean Wicki Hans Leutenegger Werner Camichel Edy Hubacher | Bob      | Férfi négyes           |
| Ezüst | Roland Collombin                                         | Alpesisí | Férfi lesiklás         |
| Ezüst | Edmund Bruggmann                                         | Alpesisí | Férfi óriás-műlesiklás |
| Ezüst | Walter Steiner                                           | Síugrás  | Egyéni, nagysánc       |
| Bronz | Werner Mattle                                            | Alpesisí | Férfi óriás-műlesiklás |
| Bronz | Jean Wicki Edy Hubacher                                  | Bob      | Férfi kettes           |
| Bronz | Alfred Kälin Albert Giger Alois Kälin Eduard Hauser      | Sífutás  | Férfi 4 × 10 km váltó  |

## Alpesisí
Férfi
| Versenyző        | Versenyszám      | Selejtező | Selejtező | Döntő         | Döntő         | Döntő    | Döntő    | Döntő      | Döntő      |
| Versenyző        | Versenyszám      | Selejtező | Selejtező | 1. futam      | 1. futam      | 2. futam | 2. futam | Összesítés | Összesítés |
| Versenyző        | Versenyszám      | Idő       | Hely.     | Idő           | Hely.         | Idő      | Hely.    | Idő        | Helyezés   |
| ---------------- | ---------------- | --------- | --------- | ------------- | ------------- | -------- | -------- | ---------- | ---------- |
| Edmund Bruggmann | Műlesiklás       | kiemelt   | kiemelt   | 57,49         | 12.           | 54,54    | 7.       | 1:52,03    | 8.         |
| Edmund Bruggmann | Óriás-műlesiklás |           |           | 1:33,43       | 10.           | 1:37,32  | 1.       | 3:10,75    |            |
| Roland Collombin | Lesiklás         |           |           |               |               |          |          | 1:52,07    |            |
| Werner Mattle    | Óriás-műlesiklás |           |           | 1:33,44       | 11.           | 1:37,55  | 3.       | 3:10,99    |            |
| Adolf Rösti      | Műlesiklás       | 1:44,20   | 8.        | 58,08         | 17.           | 56,08    | 16.      | 1:54,16    | 15.        |
| Adolf Rösti      | Óriás-műlesiklás |           |           | 1:33,27       | 7.            | kizárták | kizárták | kiesett    | kiesett    |
| Bernhard Russi   | Lesiklás         |           |           |               |               |          |          | 1:51,43    |            |
| Andreas Sprecher | Lesiklás         |           |           |               |               |          |          | 1:53,11    | 4.         |
| Andreas Sprecher | Műlesiklás       | 1:44,60   | 11.       | nem ért célba | nem ért célba | kiesett  | kiesett  | kiesett    | kiesett    |
| Walter Tresch    | Lesiklás         |           |           |               |               |          |          | 1:53,19    | 6.         |
| Walter Tresch    | Műlesiklás       | 1:43,91   | 6.        | 57,90         | 16.           | 55,61    | 15.      | 1:53,51    | 13.        |
| Walter Tresch    | Óriás-műlesiklás |           |           | 1:35,86       | 24.           | 1:38,89  | 8.       | 3:14,75    | 14.        |

Női
| Versenyző             | Versenyszám      | 1. futam      | 1. futam      | 2. futam      | 2. futam      | Összesítés    | Összesítés    |
| Versenyző             | Versenyszám      | Idő           | Hely.         | Idő           | Hely.         | Idő           | Helyezés      |
| --------------------- | ---------------- | ------------- | ------------- | ------------- | ------------- | ------------- | ------------- |
| Rita Good             | Műlesiklás       | nem ért célba | nem ért célba | kiesett       | kiesett       | kiesett       | kiesett       |
| Rita Good             | Óriás-műlesiklás |               |               |               |               | kizárták      | kizárták      |
| Marianne Hefti        | Lesiklás         |               |               |               |               | 1:40,38       | 12.           |
| Marie-Theres Nadig    | Lesiklás         |               |               |               |               | 1:36,68       |               |
| Marie-Theres Nadig    | Műlesiklás       | nem ért célba | nem ért célba | kiesett       | kiesett       | kiesett       | kiesett       |
| Marie-Theres Nadig    | Óriás-műlesiklás |               |               |               |               | 1:29,90       |               |
| Silvia Stump          | Lesiklás         |               |               |               |               | 1:40,92       | 18.*          |
| Silvia Stump          | Műlesiklás       | 49,19         | 16.           | nem ért célba | nem ért célba | kiesett       | kiesett       |
| Silvia Stump          | Óriás-műlesiklás |               |               |               |               | nem ért célba | nem ért célba |
| Bernadette Zurbriggen | Lesiklás         |               |               |               |               | 1:39,49       | 7.            |
| Bernadette Zurbriggen | Műlesiklás       | nem ért célba | nem ért célba | kiesett       | kiesett       | kiesett       | kiesett       |
| Bernadette Zurbriggen | Óriás-műlesiklás |               |               |               |               | 1:34,17       | 18.           |

* - egy másik versenyzővel azonos eredményt ért el

## Bob
| Versenyző                                                | Versenyszám | 1. futam | 1. futam | 2. futam | 2. futam | 3. futam | 3. futam | 4. futam | 4. futam | Összesítés | Összesítés |
| Versenyző                                                | Versenyszám | Idő      | Hely.    | Idő      | Hely.    | Idő      | Hely.    | Idő      | Hely.    | Idő        | Helyezés   |
| -------------------------------------------------------- | ----------- | -------- | -------- | -------- | -------- | -------- | -------- | -------- | -------- | ---------- | ---------- |
| Jean Wicki Edy Hubacher                                  | Kettes      | 1:15,61  | 2.       | 1:15,36  | 3.       | 1:14,36  | 7.       | 1:14,00  | 3.       | 4:59,33    |            |
| Hans Candrian Heinz Schenker                             | Kettes      | 1:15,89  | 4.       | 1:16,84  | 11.      | 1:14,38  | 8.       | 1:14,33  | 5.       | 5:01,44    | 7.         |
| Jean Wicki Hans Leutenegger Werner Camichel Edy Hubacher | Négyes      | 1:10,71  | 1.       | 1:11,44  | 2.       | 1:10,21  | 3.       | 1:10,71  | 3.       | 4:43,07    |            |
| Hans Candrian Erwin Juon Gaudenz Beeli Heinz Schenker    | Négyes      | 1:12,36  | 14.      | 1:11,89  | 5.       | 1:10,09  | 1.       | 1:10,22  | 1.       | 4:44,56    | 4.         |

## Jégkorong
| Svájci férfi jégkorongcsapat-játékoskeret                                                    | Svájci férfi jégkorongcsapat-játékoskeret                                                    | Svájci férfi jégkorongcsapat-játékoskeret                                                           |
| -------------------------------------------------------------------------------------------- | -------------------------------------------------------------------------------------------- | --------------------------------------------------------------------------------------------------- |
| - Peter Aeschlimann - René Berra - Gérard Dubi - Guy Dubois - Gaston Furrer - Charles Henzen | - René Huguenin - Heini Jenni - Hans Keller - Peter Lehmann - Alfio Molina - Anton Neininger | - Jacques Pousaz - Paul Probst - Francis Reinhard - Gérard Rigolet - Marcel Squaldo - Michel Türler |

### Eredmények
Selejtező
| 1972. február 4. | Svájc (SUI) | 3 – 5 (1–2, 1–1, 1–2) | Egyesült Államok | Szapporo |

|  |  |  |  |  |
|  |  |  |  |  |
|  |  |  |  |  |
|  |  |  |  |  |

A 7–11. helyért
| 1972. február 6. | NSZK (FRG) | 5 – 0 (2–0, 0–0, 3–0) | Svájc | Szapporo |

|  |  |  |  |  |
|  |  |  |  |  |
|  |  |  |  |  |
|  |  |  |  |  |

| 1972. február 7. | Japán (JPN) | 3 – 3 (1–1, 2–0, 0–2) | Svájc | Szapporo |

|  |  |  |  |  |
|  |  |  |  |  |
|  |  |  |  |  |
|  |  |  |  |  |

| 1972. február 11. | Svájc (SUI) | 3 – 3 (1–3, 1–0, 1–0) | Jugoszlávia | Szapporo |

|  |  |  |  |  |
|  |  |  |  |  |
|  |  |  |  |  |
|  |  |  |  |  |

| 1972. február 12. | Svájc (SUI) | 3 – 5 (0–0, 2–1, 1–4) | Norvégia | Szapporo |

|  |  |  |  |  |
|  |  |  |  |  |
|  |  |  |  |  |
|  |  |  |  |  |

Végeredmény
| Csapat      | M | Gy | D | V | G+ | G– | Gk  | P |
| ----------- | - | -- | - | - | -- | -- | --- | - |
| NSZK        | 4 | 3  | 0 | 1 | 22 | 10 | +12 | 6 |
| Norvégia    | 4 | 3  | 0 | 1 | 16 | 14 | +2  | 6 |
| Japán       | 4 | 2  | 1 | 1 | 17 | 16 | +1  | 5 |
| Svájc       | 4 | 0  | 2 | 2 | 9  | 16 | –7  | 2 |
| Jugoszlávia | 4 | 0  | 1 | 3 | 9  | 17 | –8  | 1 |

| Csapat | Helyezés |
| ------ | -------- |
| Svájc  | 10.      |

## Műkorcsolya
| Versenyző        | Versenyszám | Kötelező elemek   | Kötelező elemek | Kűr               | Kűr   | Összesítés                     | Összesítés                     | Összesítés                     | Összesítés                     | Összesítés                     | Összesítés                     | Összesítés                     | Összesítés                     | Összesítés                     | Összesítés        | Összesítés        | Összesítés  | Összesítés | Összesítés |
| Versenyző        | Versenyszám | Kötelező elemek   | Kötelező elemek | Kűr               | Kűr   | Helyezési pontszámok bírónként | Helyezési pontszámok bírónként | Helyezési pontszámok bírónként | Helyezési pontszámok bírónként | Helyezési pontszámok bírónként | Helyezési pontszámok bírónként | Helyezési pontszámok bírónként | Helyezési pontszámok bírónként | Helyezési pontszámok bírónként | Több. hely. száma | Több. hely. össz. | Hely. össz. | Pont       | Helyezés   |
| Versenyző        | Versenyszám | Több. hely. száma | Hely.           | Több. hely. száma | Hely. | 1                              | 2                              | 3                              | 4                              | 5                              | 6                              | 7                              | 8                              | 9                              | Több. hely. száma | Több. hely. össz. | Hely. össz. | Pont       | Helyezés   |
| ---------------- | ----------- | ----------------- | --------------- | ----------------- | ----- | ------------------------------ | ------------------------------ | ------------------------------ | ------------------------------ | ------------------------------ | ------------------------------ | ------------------------------ | ------------------------------ | ------------------------------ | ----------------- | ----------------- | ----------- | ---------- | ---------- |
| Charlotte Walter | Női egyéni  | 6×7+              | 7.              | 6×13+             | 13.   | 9,0                            | 11,0                           | 9,0                            | 9,0                            | 8,0                            | 10,0                           | 10,0                           | 12,0                           | 8,0                            | 5×9+              | 43,0              | 86,0        | 2467,3     | 9.         |

## Sífutás
Férfi
| Versenyző                                           | Versenyszám     | Eredmény   | Helyezés |
| --------------------------------------------------- | --------------- | ---------- | -------- |
| Giuseppe Dermon                                     | 50 km           | 2:56:24,21 | 26.      |
| Werner Geeser                                       | 30 km           | 1:46:20,36 | 41.      |
| Werner Geeser                                       | 50 km           | 2:44:34,13 | 6.       |
| Albert Giger                                        | 15 km           | 46:38,36   | 14.      |
| Eduard Hauser                                       | 15 km           | 46:30,53   | 11.      |
| Eduard Hauser                                       | 30 km           | 1:40:14,98 | 14.      |
| Louis Jäggi                                         | 50 km           | 2:53:00,78 | 23.      |
| Alois Kälin                                         | 15 km           | 46:50,31   | 17.      |
| Alois Kälin                                         | 30 km           | 1:38:40,72 | 7.       |
| Fredel Kälin                                        | 30 km           | 1:41:35,34 | 17.      |
| Hansüli Kreuzer                                     | 15 km           | 48:55,37   | 34.      |
| Ulrich Wenger                                       | 50 km           | 2:49:35,35 | 14.      |
| Alfred Kälin Albert Giger Alois Kälin Eduard Hauser | 4 × 10 km váltó | 2:07:00,06 |          |

## Síugrás
| Versenyző          | Versenyszám | 1. ugrás | 1. ugrás | 1. ugrás | 2. ugrás | 2. ugrás | 2. ugrás | Összesítés | Összesítés |
| Versenyző          | Versenyszám | Távolság | Pont     | Hely.    | Távolság | Pont     | Hely.    | Pont       | Helyezés   |
| ------------------ | ----------- | -------- | -------- | -------- | -------- | -------- | -------- | ---------- | ---------- |
| Hans Schmid        | Normálsánc  | 76,5     | 106,6    | 22.      | 73,5     | 102,3    | 19.**    | 208,9      | 22.        |
| Hans Schmid        | Nagysánc    | 94,5     | 101,8    | 12.      | 89,0     | 54,6~    | 52.      | 156,4      | 42.        |
| Walter Steiner     | Normálsánc  | 79,0     | 110,6    | 16.      | 76,0     | 106,8    | 9.       | 217,4      | 14.        |
| Walter Steiner     | Nagysánc    | 94,0     | 101,6    | 13.      | 103,0    | 118,2    | 1.       | 219,8      |            |
| Ernst von Grünigen | Normálsánc  | 78,0     | 109,5    | 18.*     | 74,5     | 102,9    | 17.      | 212,4      | 16.        |
| Ernst von Grünigen | Nagysánc    | 82,0     | 79,8     | 37.      | 78,0     | 73,2     | 46.      | 153,0      | 44.        |
| Josef Zehnder      | Normálsánc  | 76,0     | 105,8    | 23.*     | 72,0     | 97,9     | 31.      | 203,7      | 28.        |
| Josef Zehnder      | Nagysánc    | 92,5     | 97,0     | 18.      | 84,0     | 84,1     | 31.*     | 181,1      | 22.        |

* - egy másik versenyzővel azonos eredményt ért el

** - két másik versenyzővel azonos eredményt ért el

~ - az ugrás során elesett